# Bad Hersfeld
Bad Hersfeld – uzdrowiskowe miasto powiatowe w Niemczech, położone w północno-wschodniej części kraju związkowego Hesja, w rejencji Kassel, siedziba powiatu Hersfeld-Rotenburg. 30 września 2015 liczyło 28 910 mieszkańców. Leży nad rzeką Fulda. Najbliżej położone miasta to Kassel na północy, Fulda na południu i Eisenach na wschodzie.
Miasto jest szczególnie znane z festynu Bad Hersfelder Festspiele, który odbywa się każdego lata w ruinach kościoła benedyktynów. Po zjednoczeniu Niemiec centralne położenie miasta okazało się korzystne i pozwoliło przyciągnąć wielu inwestorów. W mieście znajduje się stacja kolejowa Bad Hersfeld.

## Warunki naturalne

### Klimat
| Miesiąc                                     | Sty   | Lut   | Mar   | Kwi  | Maj  | Cze  | Lip  | Sie  | Wrz  | Paź  | Lis   | Gru   | Roczna |
| ------------------------------------------- | ----- | ----- | ----- | ---- | ---- | ---- | ---- | ---- | ---- | ---- | ----- | ----- | ------ |
| Rekordy maksymalnej temperatury [°C]        | 14.6  | 19.0  | 24.4  | 30.1 | 32.6 | 35.6 | 37.7 | 37.4 | 32.4 | 27.0 | 20.4  | 16.7  | 37,7   |
| Średnie temperatury w dzień [°C]            | 3.4   | 5.0   | 9.5   | 14.8 | 18.8 | 22.1 | 24.4 | 24.1 | 19.3 | 13.6 | 7.6   | 4.1   | 13,9   |
| Średnie dobowe temperatury [°C]             | 0.8   | 1.4   | 4.7   | 8.9  | 13.0 | 16.3 | 18.2 | 17.8 | 13.5 | 9.1  | 4.7   | 1.7   | 9,2    |
| Średnie temperatury w nocy [°C]             | -1.9  | -1.9  | 0.4   | 3.2  | 7.0  | 10.4 | 12.4 | 12.0 | 8.6  | 5.3  | 1.9   | -0.8  | 4,7    |
| Rekordy minimalnej temperatury [°C]         | -22.0 | -25.3 | -15.8 | -8.4 | -3.0 | 0.1  | 3.2  | 2.9  | -1.4 | -7.9 | -13.2 | -21.8 | −25,3  |
| Opady [mm]                                  | 51.0  | 39.0  | 46.0  | 41.0 | 67.0 | 58.0 | 83.0 | 60.0 | 50.0 | 53.0 | 52.0  | 54.0  | 654,0  |
| Źródło: Bad Hersfeld Wetter – wetterlabs.de |       |       |       |      |      |      |      |      |      |      |       |       |        |

## Gospodarka
W mieście rozwinął się przemysł maszynowy, elektrotechniczny, poligraficzny, optyczny oraz chemiczny.

## Współpraca
Miejscowości partnerskie:
- Bad Salzungen. Turyngia
- L’Haÿ-les-Roses, Francja
- Šumperk, Czechy